# Лорд, Ребекка
Ребекка Лорд (фр. Rebecca Lord), настоящее имя Каролин Монтань (фр. Caroline Montagne; род. 16 февраля 1973 года, Париж) — французская порноактриса, режиссёр и продюсер.

## Биография
Ребекка Лорд родилась 16 февраля 1973 года в Париже. Училась в приходской школе.
Её актёрский дебют состоялся в 1993 году. В своих первых фильмах она появилась под псевдонимами «Ребекка Карре» и «Ребекка Брунс». В 1994 году французский режиссёр Дэвид Кэролл дал ей сценическое имя «Ребекка Лордс» в качестве отсылки к Трейси Лордс, однако в титрах фильма была допущена ошибка, и её записали как «Ребекка Лорд». С тех пор она использует этот псевдоним.
В середине 1990-х годов переехала в Лос-Анджелес, где продолжила карьеру порноактрисы. С 1993 по 2016 год снялась в 337 порнофильмах.
Лорд была режиссёром и продюсером более 20 фильмов, которые снимала в своей компании Rebecca Lord Productions начиная с 1995 года.
В 2013 году была включена в Зал славы AVN.

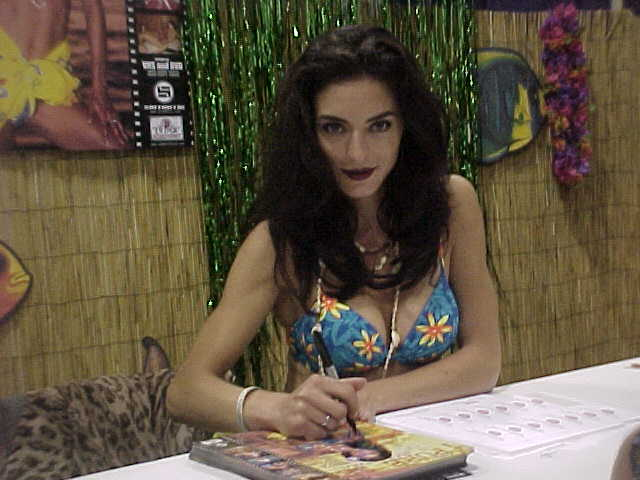
Ребекка на AVN Adult Entertainment Expo 1999

### Вне порноиндустрии
В 1998 году снялась в клипе Джорджа Майкла «Outside».
В 2005 году снялась в фильме «Я — сексуальный маньяк» в роли проститутки Кэролайн.
В 2016 году в соавторстве с Брайаном Уитни Ребекка опубликовала автобиографию «Моим дорогим гражданам, с любовью».